# Heldburg
Heldburg è una città tedesca del Land della Turingia.

## Storia
Il 1º gennaio 2019 la città, allora denominata «Bad Colberg-Heldburg», venne fusa con i comuni di Gompertshausen e Hellingen, assumendo la nuova denominazione di Heldburg.